# Brzezinka (Opole)
Pour les articles homonymes, voir Brzezinka.
Brzezinka est une localité polonaise de la gmina et du powiat de Namysłów en voïvodie d'Opole.